# Мартін Ландау
Мартін Ландау (англ. Martin Landau; 20 червня 1928 — 15 липня 2017, Лос-Анджелес, Каліфорнія, США) — американський актор кіно, театру та телебачення. Найбільше відомий за серіалами «Місія: Нездійсненна» (1966—1969 роки) та «Космос: 1999» (1975—1977 роки).

## Життєпис

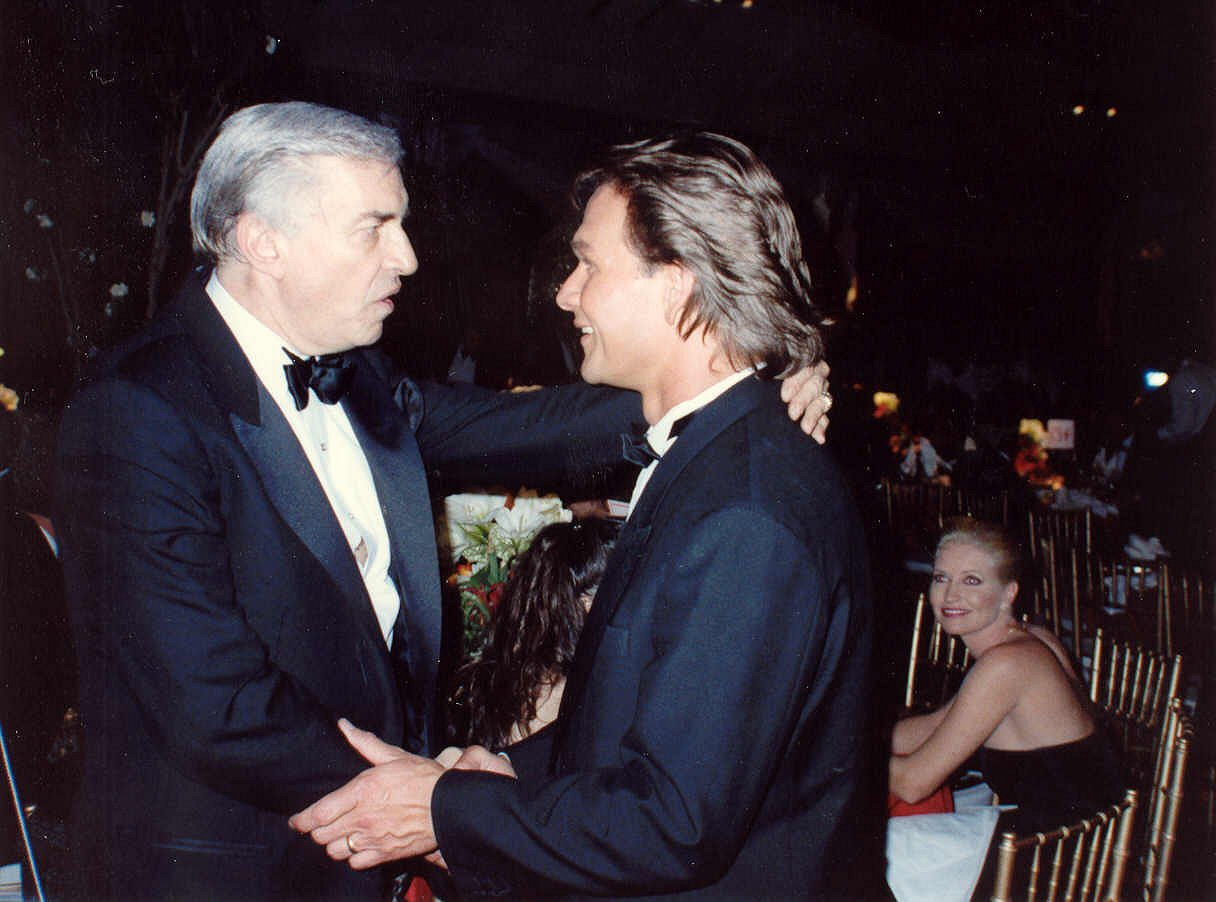
Мартін Ландау та Патрік Суейзі

Мартін Ландау народився 20 червня 1928 року в Брукліні, Нью-Йорк, у єврейській родині. Він закінчив старшу школу Джеймса Медісона та інститут Пратта.
Нагороджений премією «Золотий глобус» 1969 року за роль Роллін Генда.
У 1968 та 1969 роках номінувався на премію «Еммі» як найкращий актор у серіалі «Місія: Нездійсненна». У 1994 році отримав премію Оскар як найкращий актор другого плану у знаменитому фільмі «Ед Вуд».
За свій внесок до кіноіндустрії, Мартін Ландау має зірку на Голлівудській алеї слави на Голлівудському бульварі 6841.

## Особисте життя
Ландау був одружений з акторкою Барбарою Бейн, з якою прожив у шлюбі з 1957 по 1993 рік. У подружжя народилося двоє дочок: Сьюзан (нар. 1960) та Джульєт (нар. 1965).

## Фільмографія
- 1959 — На північ через північний захід — Леонард
- 1963 — Клеопатра — Руфіо, офіцер Цезаря
- 1965 — Найвеличніша історія з коли-небудь розказаних
- 1965 — Стежка Алілуя
- 1965 — Велика долина — Маріано Монтоя
- 1966 — Невада Сміт
- 1970 — Вони називали мене містер Тіббс!
- 1976 — Місце призначення — Місячна база Альфа
- 1979 — Метеор
- 1979 — Падіння дому Ашерів
- 1982 — Один у темряві
- 1982 — Застереження
- 1985 — Острів скарбів — старий капітан
- 1987 — Справжні кулі
- 1987 — Циклон
- 1988 — Такер: Людина і його мрія
- 1989 — Злочини та провини (фільм)
- 1990 — На світанку
- 1991 — Коханка
- 1992 — Імперії держави
- 1992 — Око незнайомця
- 1992 — Брехня у спадок
- 1993 — Щепка
- 1993 — 12:01
- 1993 — Очі мандрівника
- 1994 — Перехрестя
- 1994 — Ед Вуд / Ed Wood
- 1995 — Йосип Прекрасний: Намісник фараона
- 1996 — Мерія
- 1997 — B*A*P*S
- 1998 — Секретні матеріали: Боротьба за майбутнє
- 1998 — Шулери
- 1999 — Ед із телевізора
- 1999 — Ready to Rumble
- 1999 — Джойрайдери
- 1999 — Сонна лощина
- 1999 — Новий дон
- 2000 — Дуже скупий чоловік
- 2001 — Величні
- 2001 — Маджестік
- 2003 — Голлівудське вбивство
- 2004 — Арійська пара — Йозеф Крауценберг
- 2006 — Love Made Easy
- 2007 — Гаррісон Монтгомері
- 2008 — Місто Ембер
- 2009 — 9
- 2012 — Франкенвіні — Ржікрускі
- 2015 — Антураж